# 底地
底地（そこち）とは、借地権付の土地（宅地）の所有権のことをいう。

## 概説
所有権には本来、その物を「使用」「収益」「処分」する権能が含まれるが、底地の所有権者には、このうち直接の使用収益権能がないこととなる。なお、借地権付の土地そのものを「底地」といい、借地権付の土地の所有権は「底地権」と呼ぶということも住宅業界等で見られる。
日本の場合は、特に、旧借地法、借地借家法の定めにより、借地権の存続期間が長くなるなど借地人の法的利益が保護され、同一の土地にかかる借地権の価格が底地の価格より大きくなることが多く見られる。
底地の経済価値は、賃借人から賃貸借契約の存続期間中支払われる純賃料の現在価値と、その期間の満了後、所有権者が使用収益の権能を回復することによる経済的利益の現在価値の合計となる。なお、借地権の価格と底地の価格は相互に関連しあっているが、実際には、必ずしも「借地権価格+底地価格=土地価格」とはならない。詳細は借地権を参照されたい。

## 不動産投資
借地借家法の改正により定期借地権が登場し、事業用定期借地を活用した、底地に対する不動産投資も増えている。
底地に対する不動産投資の利回り相場は２～４％が一般的とされる。これは一般的な不動産投資の利回り４～６％に比べて低いが、建物部分のリスクがないぶん安定性の高さに特長がある。
底地を専門に取り扱う事業者もある（日本商業開発）。また、不動産証券化においても投資対象となっており、底地特化型の私募リートである地主プライベートリート投資法人や、J-REITである野村不動産マスターファンド投資法人、産業ファンド投資法人、ケネディクス商業リート投資法人、エスコンジャパンリート投資法人が底地を保有している。